# 숀 패리스
숀 패리스(Sean Faris, 1982년 3월 25일 ~ )는 미국의 배우이다.

## 출연 작품
- 익스트림 파이트 클럽 - 포터 역
- 알 카포네: 스카페이스의 전설 - 잭 맥건 역